# Les Bons débarras
Les Bons débarras é um filme de drama canadense de 1980 dirigido e escrito por Francis Mankiewicz e Réjean Ducharme. Foi selecionado como representante do Canadá à edição do Oscar 1981, organizada pela Academia de Artes e Ciências Cinematográficas.

## Elenco
- Charlotte Laurier - Manon
- Marie Tifo - Michelle
- Germain Houde - Guy
- Louise Marleau - Mrs. Viau-Vachon
- Roger Lebel - Maurice
- Gilbert Sicotte - Gaetan
- Serge Thériault - Lucien
- Jean Pierre Bergeron - Fernand
- Leo Ilial - Samaritano